# Orange Bowl 2017
Match précédent Match suivant
L'Orange Bowl 2017 est un match de football américain de niveau universitaire joué après la saison régulière de 2017, le 30 décembre au Hard Rock Stadium de Miami Gardens dans l'état du Floride aux États-Unis.
Il s'agit de la 84e édition de l' Orange Bowl.
Le match met en présence les équipes des Badgers du Wisconsin issus de la Big Ten Conference et des Hurricanes de Miani issus de l'Atlantic Coast Conference.
Il débute à 20 heures locales et est retransmis en télévision sur ESPN.
Sponsorisé par la société Capital One, le match est officiellement dénommé le Capital One Orange Bowl 2017.
Wisconsion gagne le match sur le score de 34 à 24.

## Présentation du match
| Équipes                                           | Conférences | Entraîneurs      | Stats. saison rég. | Classements avant le bowl CFP-AP-Coaches |
| ------------------------------------------------- | ----------- | ---------------- | ------------------ | ---------------------------------------- |
| Badgers du Wisconsin                              | Big Ten     | Paul Chryst (en) | 12 - 1             | #6 - #6 - #6                             |
| Hurricanes de Miami                               | ACC         | Mark Richt       | 10 - 2             | #10 - #11 - #11                          |
| Arbitre : Matt Loeffler (Southeastern Conference) |             |                  |                    |                                          |

Il s'agit de la 5e rencontre entre ces deux équipes, les deux équipes ayant gagné 2 matchs et la dernière rencontre ayant eu lieu lors du Champs Sports Bowl de 2009 avec la victoire 20 à 14 des Badgers du Wisconsin.

### Badgers du Wisconsin
Avec un bilan global en saison régulière de 12 victoires et 1 défaites, Wisconsin est éligible et accepte l'invitation pour participer à l'Orange Bowl de 2017.
Ils terminent 1er de la West Division de la Big Ten Conference avec un bilan en division de 9 victoires et 0 défaites. Ils perdent ensuite la finale de conférence 21 à 27 contre les Buckeyes d'Ohio State.
À l'issue de la saison 2017 (bowl non compris), ils seront classés #6 aux classements CFP , AP et Coache's.
Il s'agit de leur toute 1re apparition à l'Orange Bowl.

### Hurricanes de Miami
Avec un bilan global en saison régulière de 10 victoires et 2 défaites, Miami est éligible et accepte l'invitation pour participer à l'Orange Bowl de 2017.
Ils terminent 1er de la Coastal Division de la Atlantic Coast Conference avec un bilan en division de 7 victoires et 1 défaites. Ils perdent ensuite la finale de conférence 3 à 38 contre #1 Clemson.
À l'issue de la saison 2017 (bowl non compris), ils seront classés #10 au classement CFP et #11 aux classements AP et Coaches.
Il s'agit de leur 10e participation à l'Orange Bowl (6 victoires pour 3 défaites) :
- Défaite le 1er janvier 1935, 0 à 26 contre Bucknell (1re édition du bowl)
- Victoire le 1er janvier 1946, 13 à 6 contre #16 Holy Cross
- Défaite le 1er janvier 1951, 14 à 15 contre #10 Clemson
- Victoire le 2 janvier 1984, 31 à 30 contre #1 Nebraska
- Victoire le 1er janvier 1988, 20 à 14 contre #1 Oklahoma
- Victoire le 2 janvier 1989, 23 à 3 contre #6 Nebraska;
- Victoire le 1er janvier 1992, 22 à 0 contre #11 Nebraska;
- Défaite le 1er janvier 1995, 17 à 24 contre #1 Nebraska;
- Victoire le 1er janvier 2004, 16 à 14 contre #9 Florida State.

## Résumé du match
Début du match à 20 h 11, fin à 23 h 34 pour une durée totale de jeu de 3 heures et 23 minutes.
Températures de 15 °C, pas de vent, ciel clair.
| QT          | Temps       | Drive       | Drive       | Drive       | Équipe      | Description de l'action | Score | Score |
| QT          | Temps       | Jeux        | Yards       | TDP         | Équipe      | Description de l'action | WIS   | MIA   |
| ----------- | ----------- | ----------- | ----------- | ----------- | ----------- | --- | ----- | ----- |
| 1           | 07:58       | 8           | 47          | 03:18       | WIS         | FG de 35 yards par K Rafael Gagilanone | 3     | 0     |
| 1           | 05:21       | 5           | 75          | 02:37       | MIA         | TD à la suite d'une course de 5 yards par RB Travis Homer + 1 point de conversion par K Mikael Badgley                                              | 3     | 7     |
| 1           | 02:49       | 2           | 45          | 00:29       | MIA         | TD à la suite d'une course de 39 yards par RB DeeJay Dallas + 1 point de conversion par K Mikael Badgley                                            | 3     | 14    |
| 2           | 13:37       | 3           | 23          | 01:19       | WIS         | TD de 20 yards par WR Danny Davis III à la suite d'une réception d'une passe de QB Alex Hornibrook + 1 point de conversion par K Raphael Gagilanone | 10    | 14    |
| 2           | 05:49       | 12          | 71          | 06:38       | WIS         | TD de 16 yards par WR A. J. Taylor à la suite d'une réception d'une passe de QB Alex Hornibrook + 1 point de conversion par K Raphael Gagilanone    | 17    | 14    |
| 2           | 00:28       | 9           | 62          | 03:31       | WIS         | TD de 5 yards par WR Danny Davis III à la suite d'une réception d'une passe de QB Alex Hornibrook + 1 point de conversion par K Raphael Gagilanone  | 24    | 14    |
| 3           | 10:52       | 2           | 46          | 00:26       | MIA         | TD de 38 yards par WR Lawrence Cager à la suite d'une réception d'une passe de QB Malik Rosier + 1 point de conversion par K Mikael Badgley         | 24    | 21    |
| 3           | 03:39       | 10          | 51          | 05:09       | WIS         | FG de 47 yards par K Rafael Gagilanone | 27    | 21    |
| 4           | 11:34       | 10          | 47          | 03:11       | MIA         | FG de 41 yards par K Mikael Badgley | 27    | 24    |
| 4           | 07:44       | 8           | 75          | 03:53       | WIS         | TD de 6 yards par WR Danny Davis III à la suite d'une réception d'une passe de QB Alex Hornibrook + 1 point de conversion par K Raphael Gagilanone  | 34    | 24    |
| Score final | Score final | Score final | Score final | Score final | Score final | Score final | 34    | 24    |

## Statistiques
| Meilleur joueur (MVP) |           |       |
| Nom                   | Équipe    | Poste |
| Alex Hornibrook       | Wisconsin | QB    |

| Statistiques par équipe                |                                                       |                                                     |
| Statistiques                           | WIS                                                   | MIA                                                 |
| 1er down                               | 24                                                    | 17                                                  |
| 1er down à la course                   | 7                                                     | 8                                                   |
| 1er down à la passe                    | 15                                                    | 8                                                   |
| 1er down suite pénalité                | 2                                                     | 1                                                   |
| Conversion de 3e down                  | 7/15                                                  | 2/10                                                |
| Conversion de 4e down                  | 0/0                                                   | 0/0                                                 |
| Jeux–yards                             | 78 jeux pour 400 yards                                | 55 jeux pour 377 yards                              |
| Yards à la course                      | 44 courses pour 142 yards moyenne de 3,2 yards/course | 29 courses pour 174 yards moyenne de 6 yards/course |
| Yards à la passe                       | 258                                                   | 203                                                 |
| Passes : Réussies-Tentées-Interceptées | 23/24 passes complétées, 0 interception               | 11/26 passes complétées, 3 interception             |
| Réussite en zone rouge/chances         | 5/5                                                   | 1/2                                                 |
| TD                                     | 4                                                     | 3                                                   |
| Field Goals                            | 2/2                                                   | 1/3                                                 |
| Sacks (Nombre-Yards)                   | 3 pour 8 yards adverses perdus                        | 1 pour 2 yards adverses perdus                      |
| Fumbles (Nombre/Perdus)                | 1/1                                                   | 0/0                                                 |
| Pénalités (Nombre/Yards perdus)        | 3 pour 35 yards perdus                                | 4 pour 20 yards perdus                              |
| Temps de possession                    | 39:52                                                 | 20:08                                               |

| Statistiques individuelles |                 |                                                                         |
| Quaterbacks                |                 |                                                                         |
| WIS                        | Alex Hornibrook | 23/34 passes complétées, 258 yards, 0 interception, 4 TDs, 1 sack subi  |
| MIA                        | Malik Rosier    | 11/26 passes complétées, 203 yards, 3 interceptions, 1TD, 3 sacks subis |
| Meilleurs coureurs         |                 |                                                                         |
| WIS                        | Jonathan Taylor | 26 courses pour 130 yards nets gagnés, 0 TD, moyenne de 5 yards/course  |
| MIA                        | Deejay Dallas   | 8 courses pour 69 yards nets gagnés, 1 TD, moyenne de 8,6 yards/course  |
| Meilleurs receveurs        |                 |                                                                         |
| WIS                        | A. J. Taylor    | 8 réceptions pour 105 yards gagnés, 1TD                                 |
| MIA                        | Lawrence Cager  | 4 réceptions pour 76 yards gagnés, 1 TD                                 |
| Meilleurs tacleurs         |                 |                                                                         |
| WIS                        | Ryan Connelly   | 8 tacles dont 3 en solo, 1 interception pour 5 yards adverses perdus    |
| MIA                        | Jaquan Johnson  | 11 tacles dont 5 en solo, 1 Fumble forcé                                |